# 宇都宮泰宗
宇都宮 泰宗（うつのみや やすむね）は、鎌倉時代中期から後期にかけての武将。

## 生涯
宇都宮氏6代（藤原宗円から数えると8代）・下野国守護の宇都宮貞綱の弟で、初名の盛宗は安達泰盛から一字を得たとされているが、霜月騒動で泰盛が討たれた後に改名したとみられる。
元寇の際、貞綱が執権北条時宗の命を受け、蒙古討伐軍総大将として九州に下った時に同行し、筑後国山門郡瀬高の大木城を拠点とした。瀬高には藤原氏北家閑院流の三条家から分かれた徳大寺家の荘園があり、泰宗は荘官としてその管理にも関わっていた。
泰宗の嫡男・武茂時綱（宇都宮時景）は常陸国武茂庄を継ぎ、時綱の曽孫持綱は下野の宇都宮氏宗家を継ぎ、武茂氏は持綱の外孫の芳賀正綱が継いだ。しかしその正綱も宇都宮明綱の死後、宇都宮宗家を継いだため（異説あり）正綱の三男の兼綱が武茂氏を継ぐ。
次男・貞泰は伊予国の地頭となり根来山城を本拠地とし伊予宇都宮氏の礎を形成し、後に豊前宇都宮氏の豊後国の仲津に移り筑後宇都宮氏の祖となる。
ただし、市村高男は『尊卑分脈』に泰宗の子として記載され、鎌倉時代最末期に伊予守護として実在が確認できる宇都宮貞宗を泰宗の嫡男とし、時綱は庶長子であったとする見解を立てている。また、貞宗の前任の伊予守護が泰宗であった（貞宗は世襲で守護職を継いだ）可能性を指摘し、泰宗こそが伊予宇都宮氏における事実上の初代であったとしている。